# John Gavin

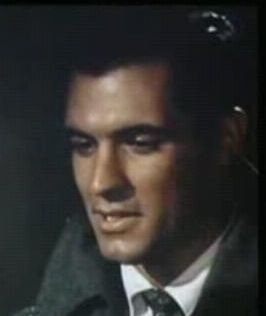
John Gavin

John Gavin (născut John Anthony Golenor; n. 8 aprilie 1931, Los Angeles, California, SUA – d. 9 februarie 2018, Beverly Hills, California, SUA) a fost un actor american de film.

## Filmografie

### Film
| An   | Titlu                             | Rol                         | Note            |
| ---- | --------------------------------- | --------------------------- | --------------- |
| 1956 | Margine nefinisată                | Dan Kirby                   | Ca John Gilmore |
| 1956 | Behind the High Wall              | Johnny Hutchins             | Ca John Golenor |
| 1957 | Four Girls in Town                | Tom Grant                   | [ 9 ]           |
| 1957 | Quantez                           | Teach                       | [ 9 ]           |
| 1958 | Soroc de viață și soroc de moarte | Ernst Graeber               | [ 9 ]           |
| 1959 | Imitation of Life                 | Steve Archer                | [ 9 ]           |
| 1960 | A Breath of Scandal               | Charlie Foster              | [ 9 ]           |
| 1960 | Psycho                            | Sam Loomis                  | [ 9 ]           |
| 1960 | Spartacus                         | Julius Caesar               | [ 9 ]           |
| 1960 | Midnight Lace                     | Brian Younger               | [ 9 ]           |
| 1961 | Romanoff and Juliet               | Igor Romanoff               | [ 9 ]           |
| 1961 | Tammy Tell Me True                | Thomas "Tom" Freeman        | [ 9 ]           |
| 1961 | Back Street                       | Paul Saxon                  | [ 9 ]           |
| 1967 | Pedro Páramo                      | Pedro Páramo                |                 |
| 1967 | Thoroughly Modern Millie          | Trevor Graydon              | [ 9 ]           |
| 1968 | OSS 117 – Double Agent            | Hubert Bonisseur de la Bath | [ 10 ]          |
| 1969 | The Madwoman of Chaillot          | The Reverend                | [ 9 ]           |
| 1970 | Pussycat, Pussycat, I Love You    | Charlie Harrison            | [ 9 ]           |
| 1973 | Keep It in the Family             | Roy McDonald                | [ 11 ]          |
| 1976 | House of Shadows                  | Roland Stewart              | [ 12 ]          |
| 1978 | Jennifer                          | Senator Tremayne            | [ 9 ]           |
| 1981 | Istoria lumii: partea I           | Marche                      | [ 9 ]           |

### Televiziune
| An   | Titlu                       | Rol                       | Note                                               |
| ---- | --------------------------- | ------------------------- | -------------------------------------------------- |
| 1960 | Insight                     | The Priest                | Episodul: "The Martyr"                             |
| 1962 | Alcoa Premiere              | William Fortnum           | Episodul: "The Jail"                               |
| 1963 | The Alfred Hitchcock Hour   | Dr. Don Reed              | Episodul: "Run for Doom"                           |
| 1964 | Destry                      | Harrison Destry           | Rol principal (13 episoade)                        |
| 1964 | The Virginian               | Charles Boulanger / Baker | Episodul: "Portrait of a Widow"                    |
| 1964 | Kraft Suspense Theatre      | Carlos                    | Episodul: "A Truce to Terror"                      |
| 1964 | Kraft Suspense Theatre      | Tom Threepersons          | Episodul: "Threepersons"                           |
| 1965 | The Alfred Hitchcock Hour   | Johnny Kendall            | Episodul: "Off Season"                             |
| 1965 | Convoy                      | Commander Dan Talbot      | Rol principal (13 episoade)                        |
| 1970 | Cutter's Trail              | Ben Cutter                | Film TV                                            |
| 1971 | The Doris Day Show          | Dr. Forbes                | Episodul: "Skiing Anyone?"                         |
| 1973 | Nefertiti y Aquenatos       | Akhenaten                 | Film TV                                            |
| 1973 | Mannix                      | Arthur Danford            | Episodul: "The Danford File"                       |
| 1974 | ABC Wide World of Mystery   |                           | Episodul: "Hard Day at Blue Nose"                  |
| 1975 | The Lives of Jenny Dolan    | Ofițer                    | Film TV                                            |
| 1976 | Medical Center              | Lt. Col. Halliday         | Episodul: "Major Annie, MD"                        |
| 1977 | The Love Boat               | Dan Barton                | Episodul: "Silent Night"                           |
| 1978 | Fantasy Island              | Harry Kellino             | Episodul: "Family Reunion"                         |
| 1978 | Doctors' Private Lives      | Dr. Jeffrey Latimer       | Film TV                                            |
| 1978 | Flying High                 | Senator James Sinclair    | Episodul: "South by Southwest"                     |
| 1978 | The New Adventures of Heidi | Dan Wyler                 | Film TV                                            |
| 1979 | Doctors' Private Lives      | Dr. Jeffrey Latimer       | Miniserial TV (4 episoade)                         |
| 1980 | Sophia Loren: Her Own Story | Cary Grant                | Film TV                                            |
| 1980 | Hart to Hart                | Craig Abernathy           | Episodul: "Murder, Murder on the Wall"             |
| 1981 | Fantasy Island              | Jack Foster               | Episodul: "Something Borrowed, Something Blue ..." |

### Teatru
- The Fantastiks (1967) – Paper Mill Playhouse and The Cape Playhouse on Cape Cod, Massachusetts in 1970
- Seesaw (1974) cu Lucie Arnaz – Broadway și turneu